# 莫雷蒂斯
莫雷蒂斯是巴西巴拉那州的一个市镇。总面积684.58平方公里，总人口16853人，人口密度24.6人/平方公里。